# Nehéz az út
1969-ben áprilisában jelent meg az Illés-együttes – Nehéz az út című albuma, Keresztes Tibor (Cintula) összekötőszövegével, melyen már kizárólag Illés szerzemények hallhatóak. A lemezen az 1966 és 1968 közötti kislemezen megjelent dalok szerepeltek, négy dalt leszámítva (Szerelem","Átkozott féltékenység", "Az ész a fontos, nem a haj", "Mondd, hogy nem hiszed el"), amelyek új szerzeményekként jelentek meg az albumon. 
Ez az egyetlen olyan Illés lemez, amelyen Szörényi Levente mellett Bródy János és Szörényi Szabolcs is szólót énekel egy-egy dalban. Az előbbi az "Átkozott féltékenység", az utóbbi "Az ész a fontos, nem a haj" cimű dalt énekli.
Az MR2-Petőfi Rádió, 2011-ben, a Magyar Dal Napjára összeállított egy listát a szerintük legfontosabb 30 hazai albummal. Ezen a listán szerepelt a Nehéz az út című nagylemez is. Az első hanglemezes kiadás mono verzióban került a boltok polcaira, amely (az Omega – 10000 lépés c. lemezéhez hasonlóan) olyan citromsárga lemezcímkével jelent meg, melynek fent a Qualiton emblémájánál nincs ott a megszokott forgólemez. Ebből a kiadásból jóval kevesebb készült, mivel nem sokkal később, 1969-ben megjelentettek egy újabb mono kiadást, amelynek a citromsárga címkéjénél már ott szerepel az előbb említett forgólemez. Az 1970-es évek legelején a Qualiton megjelentette az album sztereó változatát, mely a megszokott citromsárga címkével jelent meg, a borítója pedig laminálva volt és arra egy rózsaszínű "STEREO" matricát ragasztottak. Pár évvel később ugyancsak a Qualiton gondozásában megjelent még egy sztereó verzió, amely már narancssárga címkével és szintén laminált borítóval került a boltok polcaira. Ennek a borítójára a rózsaszínű matrica helyett, ezüst színű „Stereo-Mono” matricát ragasztottak, ez különbözteti meg leginkább a két sztereó hanglemezkiadvány borítóit.

## Az album dalai
Minden dal Szörényi Levente és Bródy János szerzeménye.

### A oldal
1. Óh, mondd – 4:47 (1966)
2. Nehéz az út – 4:16 (1968)
3. Amikor én még kis srác voltam – 2:58 (1968)
4. Sárga rózsa – 4:31 (1967)
5. Átkozott féltékenység – 3:05 (1968)
6. Little Richard – 2:30 (1967)

### B oldal
1. Eltávozott a nap – az azonos című filmből – 4:58 (1968)
2. Nézz rám – 2:25 (1967)
3. Ne gondold – 3:31 (1967)
4. Szerelem – 3:53 (1968)
5. Az ész a fontos, nem a haj 4:52 (1968)
6. Mondd, hogy nem hiszed el 3:12 (1968)

### Bónuszdalok
1. Nem érdekel, amit mondsz – 3:00
2. Nem volt soha senkim – 2:36
3. Alig volt zöld – 2:42
4. Holdfény ’69 – 4:04
5. Kis virág – 4:13
6. Miért hagytuk, hogy így legyen?- 2:35
7. Nem érti más csak én – 3:51
8. Régi dal – 3:02
9. Régi, szép napok – 2:47
10. Téli álom – 3:39

## Közreműködők
- Illés Lajos – zongora, csembaló, orgona, tangóharmonika, vokál
- Szörényi Levente – ének, gitár, citera, zongora, vokál
- Szörényi Szabolcs – ének, basszusgitár, vokál
- Bródy János – ének, akkordgitár, citera, melodika, harmonika, furulya, vokál, dalszövegek
- Pásztory Zoltán – dob, ütőhangszerek
- Keresztes Tibor (Cintula)

### A hanglemez készítői
- Kálmánchey Zoltán – borító
- Ágoston István – fényképek
- Juhász István – zenei rendező
- Lukács János – hangmérnök
- Keresztes Tibor – riporter
- Bródy János – szövegek
- Szörényi Levente – zeneszerző
- Bródy János (A5), Szörényi Levente (A2, A3, A6, B1-B4, B6), Szörényi Szabolcs (A1-A4, B1, B2, B5, B6) – ének

## Külső hivatkozások
- Információk az Illés hivatalos honlapján
- Információk a Hungaroton honlapján
- Részletes stáb